# Bắt giữ

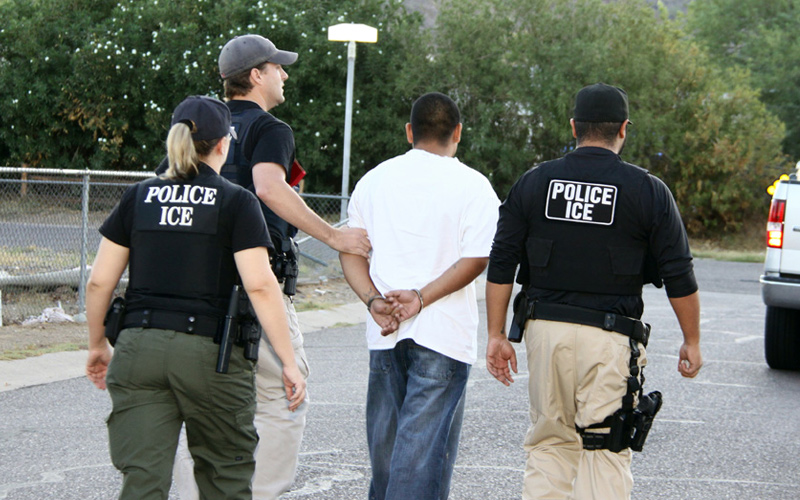
Một người đàn ông bị các nhân viên của Cơ quan Thực thi Di trú và Hải quan Hoa Kỳ (ICE) bắt

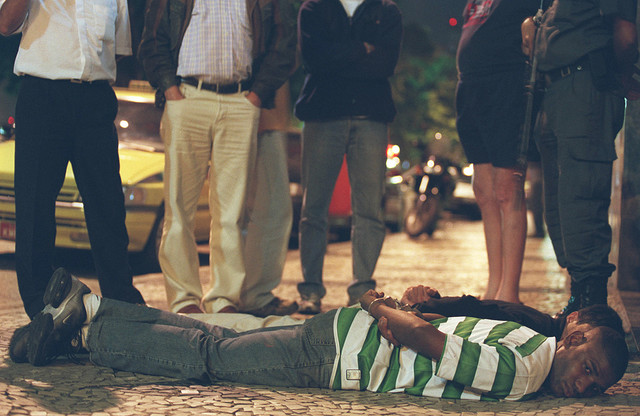
Người đàn ông bị bắt giữ ở Rio de Janeiro, Brazil

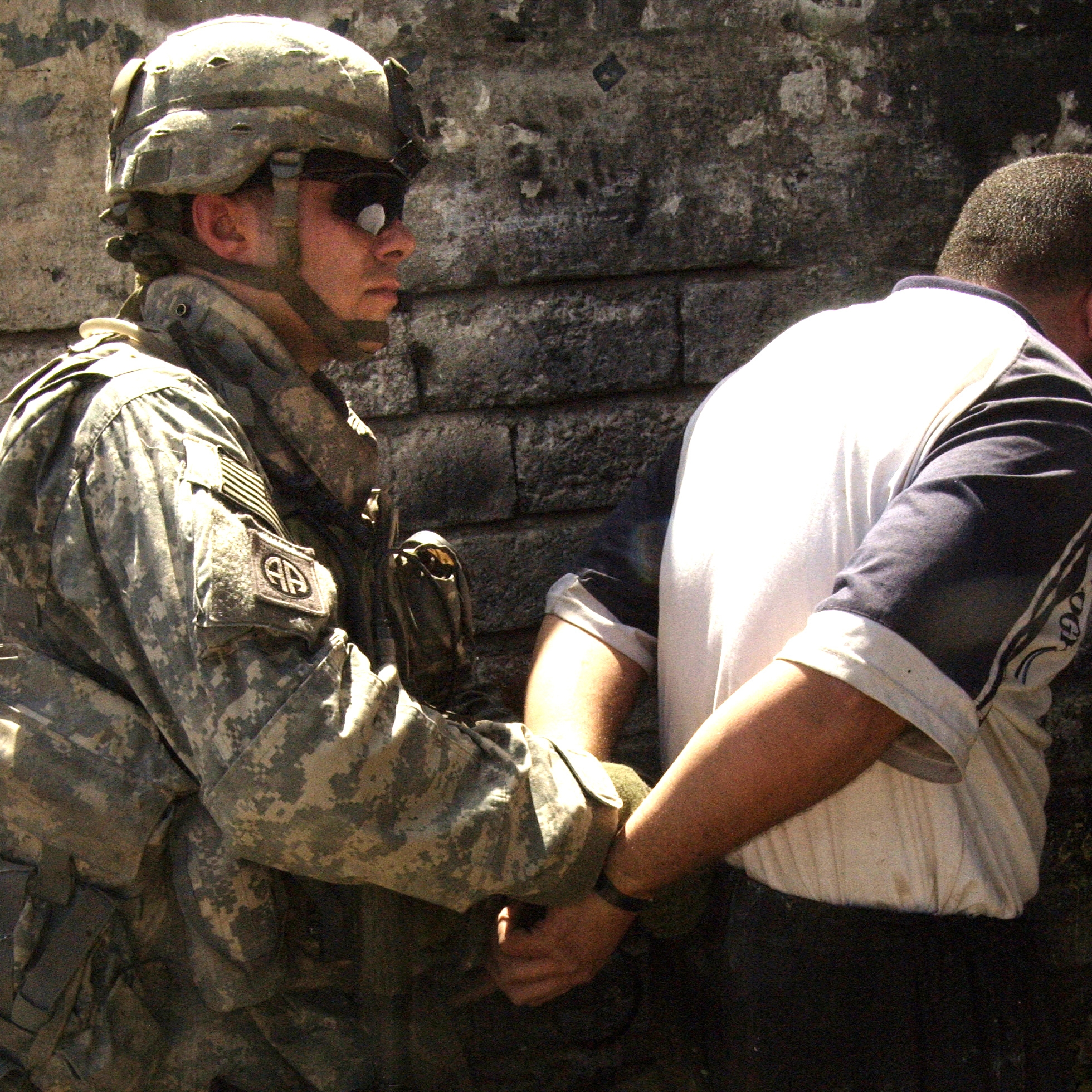
Một người lính của Quân đội Hoa Kỳ bắt giữ một người đàn ông vào tháng 6 năm 2007, trong Chiến tranh Iraq.

Bắt giữ là hành vi khống chế và đưa một người vào nơi giam giữ (bảo vệ hoặc kiểm soát hợp pháp), thường là do người đó đã bị nghi ngờ hoặc bị quan sát thấy đã phạm tội. Sau khi bị giam giữ, người này có thể bị thẩm vấn thêm và/hoặc bị buộc tội. Một vụ bắt giữ là một thủ tục trong một hệ thống tư pháp hình sự.
Cảnh sát và nhiều sĩ quan khác có quyền bắt giữ. Ở một số nơi, việc bắt giữ công dân được cho phép; ví dụ ở Anh và xứ Wales, bất kỳ ai cũng có thể bắt giữ "bất kỳ ai mà anh ta có căn cứ hợp lý để nghi ngờ phạm tội, đã phạm tội hoặc phạm tội có thể bị truy tố ", mặc dù phải đáp ứng một số điều kiện trước khi thực hiện hành động đó. Quyền hạn tương tự tồn tại ở Pháp, Ý, Đức, Áo và Thụy Sĩ nếu một người bị bắt trong một hành vi phạm tội và không sẵn sàng hoặc không thể đưa ra căn cước hợp lệ.
Để bảo vệ chống lạm quyền, nhiều quốc gia yêu cầu bắt giữ phải được thực hiện vì một lý do chính đáng, chẳng hạn như yêu cầu về nguyên nhân có thể xảy ra ở Hoa Kỳ. Hơn nữa, ở hầu hết các nền dân chủ, thời gian mà một người có thể bị giam giữ tương đối ngắn (trong hầu hết các trường hợp 24 giờ ở Anh và Pháp và 24 hoặc 48 giờ ở Hoa Kỳ) trước khi người bị giam giữ phải bị buộc tội hoặc được thả ra.